# تشارلي كابس
تشارلي كابس هو سياسي أمريكي، ولد في 1925 في ميريغولد في الولايات المتحدة، وتوفي في 25 ديسمبر 2009. نشط حزبياً في الحزب الديمقراطي. وقد انتخب عضو مجلس نواب مسيسيبي ‏.